# أراك
الأراك  أو الأراك الفارسي أو كَبَاث أو شجر السواك أو شجر الأسنان أو الاراكيات (الاسم العلمي: Salvadora persica) هو نوع معمر دائم الخضرة من جنس الأراك من الفصيلة الأراكية يكثر في وديان تهامة.

## الوصف النباتي
أوراقه تظهر طعمًا طيبًا ورائحة زكية عند تذوقها، وتمتد جذوره تحت الأرض، زهوره صفراء صغيرة، يثمر في الصيف على شكل عناقيد كعناقيد العنب وثمره لونه أحمر يشبه ثمر العوسج والغرقد، وعند نضجه يصبح لونه أسود. ترعى الإبل على أغصانه ويأكل البشر والطيور من ثمره ويسمى الكباث، كما يكتسب حليب الماشية التي تأكله رائحة زكية.

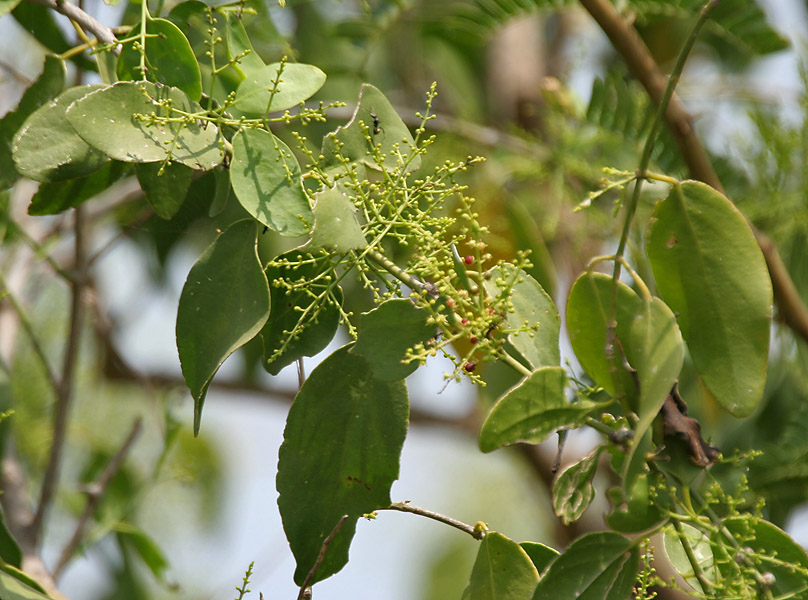
أوراق وأزهار الأراك في ولاية أندرا براديش، الهند.

أخذت بعض الدول العربية التي تكثر فيها الصحاري بزراعة نبات الأراك لتثبيت التربة الرملية ولفوائده الأخرى. ويعتبر الأراك من أفضل الأشجار التي يتخذ منها السواك. وقد أسست جمعية خاصة للآراك باسم (مرضاة) MARDAT لنشر ما كشف مؤخراً من كشوفات غير مسبوقة حول أهمية استعماله وفوائده على الصحة الشمولية وخاصة الصحة الإدمانية.

## خصائص الأراك
هناك خصائص كيميائية لعود شجرة الأراك
ثمة دراسات تحليلية أجريت في بعض الجامعات الألمانية بطلب من الباحثين المهتمين بتطوير معاجين الأسنان فوجدوا أن عود الأراك يحتوي على عنصر الفلورين وهو عنصر مقاوم ضد التأثير الحامضي، وكذلك عنصر الكلور وهو عنصر يزيل الصبغات، وكذلك سلفايوريا وهي مادة تقاوم وتقضي على البكتيريا، وقد أوصى مجمع معالجة الأسنان في ألمانيا مصانع معاجين الأسنان بإضافة هذه المادة للمعاجين.
وهناك خصائص أخرى لعود الأراك
إذ إن عود شجرة الأراك يغني عن الفرشاة والمعجون، فالعود عبارة عن فرشاة وخصائصه الكيميائية تغني عن المعجون، وكذلك عود شجرة الأراك أوفر في المال من الفرشاة والمعجون.

## فوائد الأراك
- يحتوي على نسبة عالية من السيليكا وفيتامين C، بالإضافة للكبريت وكميات قليلة من الصابونين.
- يشتمل على المواد الراتنجية.
- يعمل على منع تراكم البكتيريا بالفم لاحتوائه على مادة الكبريت والأس الأيدروجينى الذي يمنع نمو الجراثيم.[15]
- اتفق بعض العلماء على أن أفضل ما يستاك به هو عود الأراك لما فيه من طيب وريح وتشعير يخرج وينقي ما بين الأسنان من بقايا الطعام وغير ذلك ، ولحديث عبدالله بن مسعود رضي الله عنه قال : كنت أجتني لرسول الله صلى الله عليه وسلم سواكاً من الأراك.[16] الصور

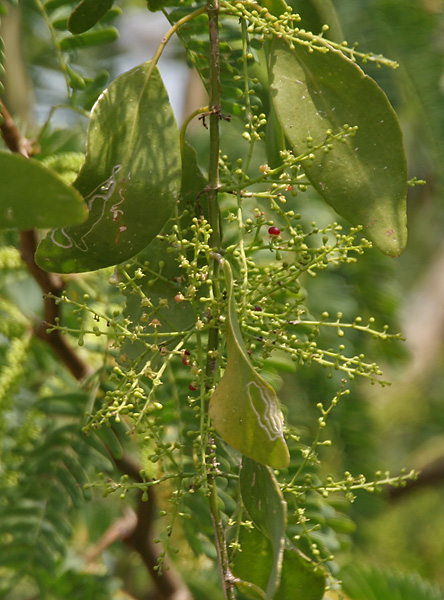
الأراك في ولاية أندرا براديش، الهند.
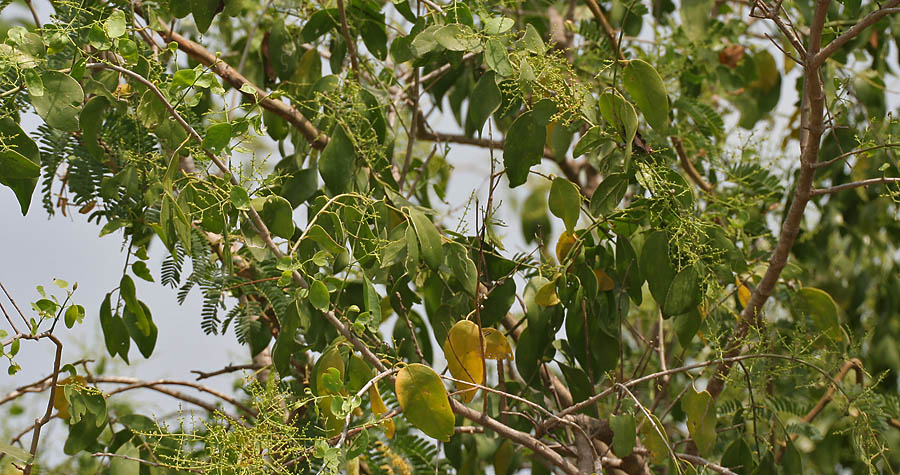
الأراك في ولاية أندرا براديش، الهند.
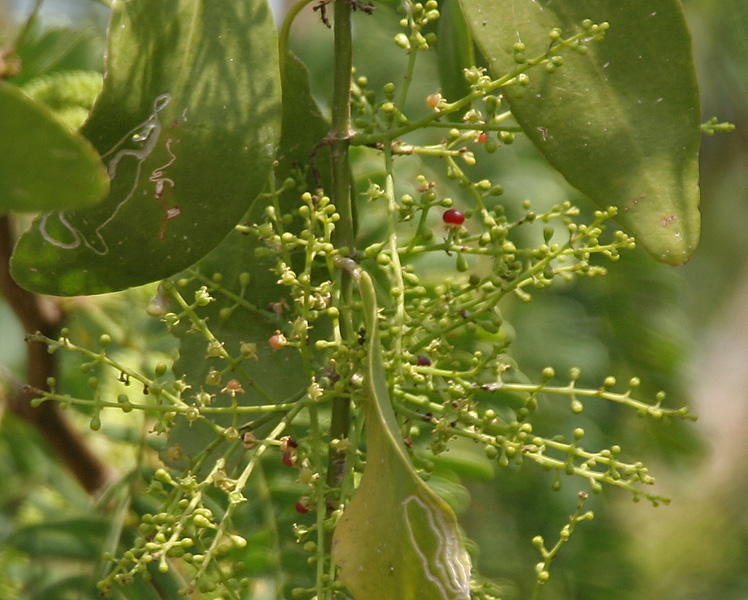
أزهار وفاكهة الأراك في ولاية أندرا براديش، الهند.

## وصلات خارجية
- الأراك في موقع منظمة الأغذية والزراعة
- الأراك
- مجلة البحوث الإسلامية